# نبيذ الهندباء البرية
نشر راي برادبري رواية نبيذ الهندباء البرية (بالإنجليزية: Dandelion Wine) في عام 1957. تدور أحداث الرواية في صيف عام 1928 في مدينة غرين تاون الخيالية بولاية إلينوي، وتستند إلى قصة طفولة برادبري في وكغن، إلينوي. استُوحت الرواية من القصة القصيرة «نبيذ الهندباء البرية» التي نُشرت في عدد يونيو 1953 من مجلة غورميه.
يشير العنوان إلى نبيذ مصنوع من بتلات نبات الهندباء وغيرها من المكونات، وخاصة الحمضيات. يعد نبيذ الهندباء في القصة، الذي صنعه جد بطل الرواية، استعارة لتعبئة مشاعر الفرح كلها التي يحس بها الكاتب في فصل الصيف، في زجاجة واحدة.
دوغلاس سبولدينج، الشخصية الرئيسية في الرواية، صبي يبلغ من العمر 12 عامًا، ويمثل شخصية برادبري. يركز معظم الكتاب على روتين هذه البلدة الأمريكية الصغيرة وأحداثها، بالإضافة إلى الأيام الخوالي البسيطة السعيدة.

## الخلفية والمصادر
أشار برادبري في مقال «هذا الجانب فقط من بيزنطة»، الذي نُشر في عام 1974 واستُخدمه لاحقًا مقدمة للكتاب، إلى أن رواية نبيذ الهندباء البرية تمثل طفولة صبي صغير، استنادًا إلى تجارب وخيال برادبري المتداخلين. نُشرت رواية وداع الصيف، وهي تتمة رسمية لنبيذ الهندباء البرية، في أكتوبر 2006. في حين أن وداع الصيف هي استمرار مباشر لقصة نبيذ الهندباء البرية، كانت رواية شيء شرير يأتي بهذه الطريقة، رواية تتضمن قصة وأحداث وشخصيات مختلفة تمامًا، لكنها رُبطت بالرواية أيضًا بسبب التشابه الأسلوبي والموضوعي. تشكل الروايات الثلاث معًا، ثلاثية أدبية للمدينة الخضراء. يحتوي المجلد الرابع، صباح الصيف، ليل الصيف، الذي نُشر عام 2008، على سبعة وعشرين قصة ومقالة قصيرة تتكلم عن المدينة الخضراء. لم تُنشر سبعة عشر مقالة من بين هذه المقالات من قبل.

## مقدمة الرواية
«نبيذ الهندباء البرية» هي عبارة عن سلسلة من القصص القصيرة المرتبطة نسبيًا بأحداث الصيف، وتتناول قصة حياة دوغلاس وعائلته بشكل متكرر. نُشرت العديد من الفصول لأول مرة على هيئة قصص فردية قصيرة، كان أولها قصة الليل 1946، مع نشر ما تبقى بين عامي 1950 و1957. وفي ما يلي العناوين الأصلية للفصول التي بدأت قصصًا قصيرة بين قوسين.

## ملخص الرواية
- الفصل الأول: يقضي دوغلاس الليل في قبيبة منزل جده الذي يمنحه إطلالة بانورامية على البلدة، ويستيقظ دوغلاس في وقت مبكر من اليوم الأول من الصيف ويقوم بسلسلة من الأعمال تزامنًا مع إشراق السماء واستيقاظ أهل البلدة. مسحورًا بالمنظر والإحساس، صمّم الرواية على أنها مجموعة من أحداث الحياة الممزوجة بشيءٍ من الخيال.
- الفصل الثاني (التنوير): يذهب دوغلاس مع شقيقه توم البالغ من العمر عشر سنوات ومع والده لقطف الكرمة الشفوية. بينما يتصرف توم ووالده مثل بقية الأيام العادية، يشعر دوغلاس بحضور غريب حولهم. عندما يبدأ توم مصارعة أخيه بودٍّ، يدرك دوغلاس فجأة حقيقة شعوره: اكتشاف أنه على قيد الحياة. ويجد هذا الشعور شعورًا بهيًا ومعتقًا.
- الفصل الثالث (نبيذ الهندباء البرية): يُقدم مصطلح نبيذ الهندباء البرية على شكل استعارة صيفية هنا، معبأة في زجاجات استعدادًا لموسم الشتاء المليء بالأمراض وصفير الرياح.